# Брајтенгисбах
Брајтенгисбах (њем. Breitengüßbach) општина је у њемачкој савезној држави Баварска. Једно је од 36 општинских средишта округа Бамберг. Према процјени из 2010. у општини је живјело 4.596 становника. Посједује регионалну шифру (AGS) 9471119.

## Географски и демографски подаци
Брајтенгисбах се налази у савезној држави Баварска у округу Бамберг. Општина се налази на надморској висини од 245 метара. Површина општине износи 16,8 km². У самом мјесту је, према процјени из 2010. године, живјело 4.596 становника. Просјечна густина становништва износи 273 становника/km².